# Дешан, Антони
Антуа́н Франсуа́ Мари́ Деша́н Сент-Ама́н (фр. Antoine-François-Marie Deschamps Saint Amand; род. 12 марта 1800 года, Париж — 28 октября 1869 года, Пасси), более известный как Антони́ Деша́н — французский поэт и переводчик, участник «Сенакля».

## Биография
Родился в Париже, в семье чиновника удельного ведомства Жака Дешана де Сент-Амана. Брат Эмиль Дешан стал поэтом романтической школы. Начал литературный путь с написания политических сатир и стихов в 1831 году. Первую известность ему принёс перевод на французский «Божественной комедии» Данте Алигьери. Дружил и работал вместе с Гектором Берлиозом.

## Творчество
Основным жанром в творчестве Дешана считается элегия, что характерно для романтической лирики в целом. После перевода «Божественной комедии» он публикует сборник стихов «Dernières paroles», который, по словам Эмиля Дешана, «наделал много шума». Сборник был подарен Александру Пушкину от князя Мещерского. В 1839 году был опубликован поэтический сборник «Résignation».
Дешан был душевнобольным человеком, что существенно влияло на его жизнь и, по мнению доктора филологических наук Виталия Пинковского, оказало «большое влияние» на его творчество.

### Критика
Литературные критики относились к творчеству Антони Дешана в основном благосклонно. Анатоль Франс назвал его «подлинный поэт и великая душа».